# Cincinnati Bengals 2002
La stagione 2002 dei Cincinnati Bengals è stata la 34ª della franchigia nella National Football League, la 37ª complessiva. Con un record di 2-14, la squadra terminò con il peggior record della NFL. I Bengals persero tutte le prime sette partite con uno scarto medio di 19 punti. La prima vittoria giunse nella settimana 8 battendo un expansion team come gli Houston Texans per 38–3. Seguirono sei sconfitte consecutive prima di battere i New Orleans Saints nell'ultimo turno. Dick LeBeau fu licenziato da capo-allenatore e sostituito da Marvin Lewis.

## Roster
| Roster dei Cincinnati Bengals nel 2002 |
| --- |
| Quarterback - 12 Gus Frerotte - 3 Jon Kitna - 11 Akili Smith Running Back - 36 Brandon Bennett KR - 28 Corey Dillon - 32 Rudi Johnson - 30 Nick Luchey FB - 41 Lorenzo Neal FB Wide Receiver - 81 Ron Dugans - 83 Danny Farmer - 84 T.J. Houshmandzadeh PR - 85 Chad Johnson - 80 Peter Warrick - 82 Michael Westbrook Tight End - 87 Chris Edmonds - 89 Matt Schobel - 86 Tony Stewart Offensive Linemen - 71 Willie Anderson T - 74 Rich Braham C - 60 Reggie Coleman T - 63 Mike Goff G - 62 Brock Gutierrez C - 76 Levi Jones T - 77 Víctor Leyva G/T - 72 Matt O'Dwyer G - 79 Scott Rehberg G - 66 Thatcher Szalay G Defensive Linemen - 96 Vaughn Booker DE - 92 Eric Ogbogu DE - 90 Justin Smith DE - 68 Ron Smith DT - 70 Glen Steele DT - 97 Bernard Whittington DE - 94 Tony Williams DT - 55 Reinard Wilson DE Linebacker - 98 Canute Curtis OLB - 50 Riall Johnson OLB - 47 Dwayne Levels MLB - 57 Adrian Ross OLB - 56 Brian Simmons MLB - 51 Takeo Spikes OLB Defensive Back - 33 JoJuan Armour SS - 21 Jeff Burris CB - 42 LaVar Glover CB - 27 Artrell Hawkins CB - 34 Kevin Kaesviharn CB - 44 Marquand Manuel FS - 37 Reggie Myles CB - 31 Jason Perry FS Special Team - 10 Travis Dorsch K/P - 8 Nick Harris P - 5 Neil Rackers K - 48 Brad St. Louis LS/TE Lista delle riserve - 88 Sean Brewer TE (IR) - 95 Steve Foley OLB (IR) - 99 Oliver Gibson DT (IR) - 26 Cory Hall FS (IR) - 25 Ligarius Jennings CB (IR) - 45 Stephon Kelly FS (IR) - 20 Mark Roman FS (IR) - 59 Armegis Spearman MLB (IR) - 75 Jamain Stephens OT (IR) - 24 Lamont Thompson FS (IR) - 73 Richmond Webb OT (IR) Squadra di allenamento - 7 Joe Germaine QB - 93 Mario Monds DT - 46 Tito Rodriguez LB - 43 Derek Smith TE |
| Legenda - I rookie sono in corsivo. - Il primo ruolo è il principale mentre gli eventuali successivi indicano i ruoli secondari. - (IR) sta per Injured Reserve ed indica la lista ristretta per un solo giocatore infortunato che può tornare ad allenarsi dopo la settimana 6 e a rientrare in prima squadra dopo che questa ha giocato 8 partite. - (NF-Inj.) / (NF-Ill.) stanno rispettivamente per Non-Football Injured e Non-Football Illness ed indicano le liste dove viene inserito un giocatore che ha un infortunio o una malattia non dipendente dal football americano. - (PUP) sta per Physically Unable to Perform ed indica la lista dove viene inserito un giocatore mentre è in attesa di recuperare la condizione fisica. Nella stagione regolare dopo la sesta partita giocata dalla propria squadra, il giocatore ha tempo tre settimane per riprendere ad allenarsi, più tre settimane aggiuntive dal suo rientro agli allenamenti per rientrare in prima squadra. |

## Calendario
| Stagione regolare |                    |                        |                    |                    |                    |
| Turno             | Data               | Avversario             | Risultato          | Record             | Pubblico           |
| 1                 | 8 settembre 2002   | San Diego Chargers     | S 6–34             | 0–1                | 53,705             |
| 2                 | 15 settembre 2002  | at Cleveland Browns    | S 7–20             | 0–2                | 73,358             |
| 3                 | 22 settembre 2002  | at Atlanta Falcons     | S 3–30             | 0–3                | 68,129             |
| 4                 | 29 settembre 2002  | Tampa Bay Buccaneers   | S 7–35             | 0–4                | 57,234             |
| 5                 | 6 ottobre 2002     | at Indianapolis Colts  | S 21–28            | 0–5                | 56,570             |
| 6                 | 13 ottobre 2002    | Pittsburgh Steelers    | S 7–34             | 0–6                | 63,900             |
| 7                 | Settimana di pausa | Settimana di pausa     | Settimana di pausa | Settimana di pausa | Settimana di pausa |
| 8                 | 27 ottobre 2002    | Tennessee Titans       | S 24–30            | 0–7                | 52,822             |
| 9                 | 3 novembre 2002    | at Houston Texans      | V 38–3             | 1–7                | 69,827             |
| 10                | 10 novembre 2002   | at Baltimore Ravens    | S 27–38            | 1–8                | 69,024             |
| 11                | 17 novembre 2002   | Cleveland Browns       | S 20–27            | 1–9                | 64,060             |
| 12                | 24 novembre 2002   | at Pittsburgh Steelers | S 21–29            | 1–10               | 60,473             |
| 13                | 1 dicembre 2002    | Baltimore Ravens       | S 23–27            | 1–11               | 44,878             |
| 14                | 8 dicembre 2002    | at Carolina Panthers   | S 31–52            | 1–12               | 66,799             |
| 15                | 15 dicembre 2002   | Jacksonville Jaguars   | S 15–29            | 1–13               | 42,092             |
| 16                | 22 dicembre 2002   | New Orleans Saints     | V 20–13            | 2–13               | 43,544             |
| 17                | 29 dicembre 2002   | at Buffalo Bills       | S 9–27             | 2–14               | 47,850             |

Note
- Gli avversari della propria division sono in grassetto.

## Classifiche
| AFC Central Division    |    |    |   |      |     |      |     |     |     |
|                         | V  | S  | P | %    | DIV | CONF | PF  | PS  | STR |
| (3) Pittsburgh Steelers | 10 | 5  | 1 | .656 | 6–0 | 8–4  | 390 | 345 | V3  |
| (6) Cleveland Browns    | 9  | 7  | 0 | .563 | 3–3 | 7–5  | 344 | 320 | V5  |
| Baltimore Ravens        | 7  | 9  | 0 | .438 | 3–3 | 7–5  | 316 | 354 | S2  |
| Cincinnati Bengals      | 2  | 14 | 0 | .125 | 0–6 | 1–11 | 279 | 456 | S1  |